# バフィン州
バフィン州(Région du Bafing)は、コートジボワール北西部のウォロバ地方西部の州。
州都はトゥーバ (コートジボワール)。
コートジボワール内戦時には全域が北部に属した。
2014年の人口は約18.3万人。

## 地理
- 北：カバドゥグー州
- 東：ウォロドゥーグー州
- 南：トンキピ州
- 西：ギニア

## 行政区画
- Koro
- Ouaninou
- Touba